# Arthur Papas
Arthur Papas (Melbourne, 12 februari 1980) is een Australisch voetbaltrainer.

## Carrière
Hij heeft als trainer bij diverse clubs gewerkt zoals Newcastle United Jets en Buriram United. 